# Felicjan Kłoniecki
Felicjan Kłoniecki (ur. 28 maja 1909 w Osowcu, zm. 27 października 1990 w Gnieźnie) – polski ksiądz katolicki, biblista, tłumacz Pisma Świętego.

## Życiorys
W 1928 wstąpił do Seminarium Duchownego w Gnieźnie, święcenia kapłańskie przyjął 10 czerwca 1933, w latach 1933-1936 pracował jako wikariusz w Parafii św. Mikołaja w Inowrocławiu, w latach 1936-1939 studiował na Papieskim Uniwersytecie Gregoriańskim, uzyskując licencjat z teologii, oraz w Papieskim Instytucie Biblijnym, uzyskując licencjat z nauk biblijnych. Przygotowywał się do studiów doktoranckich, ale w chwili wybuchu II wojny przebywał w Polsce i nie powrócił już do Rzymu.
4 listopada 1939 został uwięziony przez władze niemieckie, 24 czerwca 1940 deportowany do Generalnego Gubernatorstwa, przebywał w diecezji tarnowskiej. Od lutego 1945 pracował jako administrator parafii w Jarocinie. W październiku 1945 został wykładowcą egzegezy Nowego Testamentu w Seminarium Duchownym w Gnieźnie, od 1947 do 1953 wykładowcą Starego i Nowego Testamentu w Seminarium Duchownym w Poznaniu, od 1953 do czerwca 1990 ponownie wykładowcą egzegezy Nowego Testamentu oraz teologii pastoralnej w seminarium gnieźnieńskim, także rektorem seminarium (1954-1956). W diecezji pełnił także liczne funkcje kościelne, był m.in. cenzorem ksiąg religijnych, wizytatorem seminariów duchownych, przewodniczącym Komisji Ekumenicznej, członkiem Kapituły Katedralnej w Gnieźnie i jej kustoszem oraz dziekanem.
W 1946 obronił na Uniwersytecie Jagiellońskim pracę doktorską Gody syna królewskiego (Mt 22, 2-14) i wieczerza wielka (Łk 14, 16-24) - tożsamość czy podobieństwo. Studium krytyczno-literackie napisaną pod kierunkiem Aleksego Klawka. Od 1947 był członkiem Poznańskiego Towarzystwa Przyjaciół Nauk. Był autorem kilkudziesięciu haseł w Podręcznej Encyklopedii Biblijnej (1959). Dla Biblii Tysiąclecia przetłumaczył List do Rzymian i List do Galatów.